# Pluhatar, Șîroke
Pluhatar (în ucraineană Плугатар) este un sat în comuna Cervone din raionul Șîroke, regiunea Dnipropetrovsk, Ucraina.

## Demografie
Componența lingvistică a localității Pluhatar
     Ucraineană (87,5%)
     Rusă (12,5%)
Conform recensământului din 2001, majoritatea populației localității Pluhatar era vorbitoare de ucraineană (87,5%), existând în minoritate și vorbitori de rusă (12,5%).